# Randi Heesoo Griffin
Randi Heesoo Griffin (en coreà, 랜디 희수 그리핀; Apex, Estats Units d'Amèrica, 2 de setembre de 1988) és una científica de dades i jugadora estatunidenca d'hoquei sobre gel d'ascendència coreana. Va competir en el Jocs Olímpics d'Hivern de 2018 amb l'equip nacional femení de la Corea Unificada. Fou inclosa a la llista 100 Women BBC de 2018.

## Biografia

### Infantesa
Griffin va néixer als Estats Units d'Amèrica, filla de Tom (nadiu d'Apex (Carolina del Nord)) i Liz Griffin (d'origen coreà). Aspirava a competir en uns Jocs Olímpics d'hivern després de presenciar el debut de l'hoquei femení com a esport durant l'edició dels Jocs Olímpics de 1998 a Nagano (Japó). Els seus pares li van permetre començar a jugar a l'hoquei sobre gel a Cary (Carolina del Nord) i li van comprar el seu primer joc de material d'hoquei.

### Etapa universitària
Hesso Griffin va estudiar a la Universitat Harvard i va jugar a l'equip femení d'hoquei de la universitat. Fou guardonada amb un monograma d'excel·lència entre els anys 2006 i 2010. Griffin va jugar 125 partits durant el seu pas per Harvard: va marcar 21 gols i va realitzar 18 assistències que van sumar 39 punts. Després de graduar-se, va esdevenir entrenadora d'hoquei sobre gel per a joves d'entre 12 i 19 anys. El 2013, va començar un doctorat en antropologia evolutiva a la Universitat Duke.

### Equip nacional coreà
Va ser contactada per l'Associació d'Hoquei de Gel de Corea l'any 2014. L'associació buscava jugadores amb rerefons coreà que poguessin representar Corea del Sud als Jocs Olímpics d'Hivern de 2018. Griffin va jugar partits amistosos contra Kazakhstan amb Corea del Sud l'any 2015. Ja en els Jocs Olímpics i enrolada amb l'equip coreà unificat, va marcar el primer dels dos únics gols de l'equip en el campionat durant la derrota per 4-1 contra Japó en la fase de grups. L'altre fou marcat per Han Soo-jin durant un partit contra la selecció de Suècia per la setena posició del torneig.

### Competició professional de clubs
El juliol de 2011, Griffin va signar el seu primer contracte professional amb l'equip NWHL's Connecticut Whale, de la ciutat estatunidenca de Stamford (Connecticut).

## 100 Women BBC
Randi fou inclosa a la llista de les 100 dones més influents del 2018 feta per la BBC arran del seu desafiament als crítics de la igualtat salarial per las dones que practiquen professionalment l'hoquei sobre gel utilitzant dades en xarxes socials que demostraven que les jugadores eren tan populars com els jugadors masculins.